# Eleccions legislatives daneses de 2011
Les eleccions legislatives daneses de 2011 es van celebrar el 15 de setembre de 2011 per tal d'escollir els 179 membres del Parlament danès, 175 corresponen al territori de Dinamarca, 2 a les illes Fèroe i 2 a Groenlàndia. Va guanyar el partit governant Venstre (liberal) que va obtenir un escó més dels que tenia, mentre els socialdemòcrates en perdien un altre. Tanmateix el conjunt de partits de l'oposició de centreesquerra va aconseguir 89 escons superant els 86 del conjunt de partits de centredreta i en conseqüència el Primer Ministre Lars Løkke Rasmussen va presentar la dimissió a la reina Margarida II el 16 de setembre però romanent al càrrec interinament. Amb tota probabilitat el succeirà la socialdemòcrata Helle Thorning-Schmidt que encapçalaria un govern de coalició amb el Partit Popular Socialista i el partit Det Radikale Venstre.

## Resultats
|  | Aliança   | Partits                                                  | Candidat a Primer Ministre | Escons |
|  | --------- | -------------------------------------------------------- | -------------------------- | ------ |
|  | Bloc roig | A, B, F, Ø, Siumut, Inuit Ataqatigiit, Javnaðarflokkurin | Helle Thorning-Schmidt     | 92     |
|  | Bloc blau | V, O, I, C, K, Sambandsflokkurin                         | Lars Løkke Rasmussen       | 87     |

### Dinamarca
|                              | Indicatiu                    | Partit                       | Líder                        | Vots      | %     | +/ –  | Escons | +/ – |
| ---------------------------- | ---------------------------- | ---------------------------- | ---------------------------- | --------- | ----- | ----- | ------ | ---- |
|                              | A                            | Socialdemokraterne           | Helle Thorning-Schmidt       | 879.615   | 24,8% | -0,5% | 44     | -1   |
|                              | B                            | Radikale Venstre             | Margrethe Vestager           | 336.698   | 9,5%  | +4,4% | 17     | +8   |
|                              | C                            | Konservative Folkeparti      | Lars Barfoed                 | 175.047   | 4,9%  | -5,5% | 8      | -10  |
|                              | F                            | Socialistisk Folkeparti      | Villy Søvndal                | 326.192   | 9,2%  | -3,8% | 16     | -7   |
|                              | I                            | Liberal Alliance             | Anders Samuelsen             | 176.585   | 5,0%  | +2,2% | 9      | +4   |
|                              | K                            | Kristendemokraterne          | Bjarne Hartung Kirkegaard    | 28.070    | 0,8%  | -0,1% | 0      | ±0   |
|                              | O                            | Dansk Folkeparti             | Pia Kjærsgaard               | 436.726   | 12,3% | -1,5% | 22     | -3   |
|                              | V                            | Venstre                      | Lars Løkke Rasmussen         | 947.725   | 26,7% | +0,4% | 47     | +1   |
|                              | Ø                            | Enhedslisten – De Rød-Grønne | Lideratge col·lectiu         | 236.860   | 6,7%  | +4,5% | 12     | +8   |
|                              | –                            | Independents                 | -                            | 1.850     | 0,1%  | ±0    | 0      | ±0   |
| Total (participació: 87,74%) | Total (participació: 87,74%) | Total (participació: 87,74%) | Total (participació: 87,74%) | 3.579.675 | 100%  | —     | 175    | —    |

### Illes Fèroe
|                             | Indicatiu                   | Partit                      | Líder                       | Vots   | %      | +/ –  | Escons | +/ – |
| --------------------------- | --------------------------- | --------------------------- | --------------------------- | ------ | ------ | ----- | ------ | ---- |
|                             | A                           | Fólkaflokkurin              | Jørgen Niclasen             | 3.932  | 19%    | -1,5% | 0      | ±0   |
|                             | B                           | Sambandsflokkurin           | Kaj Leo Johannesen          | 6.361  | 30,8%  | +7,3% | 1      | ±0   |
|                             | C                           | Javnaðarflokkurin           | Aksel Johannesen            | 4.328  | 21%    | +0,6% | 1      | +1   |
|                             | D                           | Sjálvstýrisflokkurin        | Kári á Rógvu                | 481    | 2,3%   | -1,2% | 0      | ±0   |
|                             | E                           | Tjóðveldi                   | Høgni Hoydal                | 3.998  | 19,4%  | -6,0% | 0      | -1   |
|                             | H                           | Miðflokkurin                | Jenis av Rana               | 872    | 4,2%   | -2,6% | 0      | ±0   |
|                             | X                           | Uttanflokkalisti            |                             | 672    | 3,3%   |       | 0      |      |
| Total (participació: 58,9%) | Total (participació: 58,9%) | Total (participació: 58,9%) | Total (participació: 58,9%) | 20.644 | 100,0% | —     | 2      | —    |

### Groenlàndia
|                             | Indicatiu                   | Partit                      | Líder                       | Vots   | %      | +/ –   | Escons | +/ – |
| --------------------------- | --------------------------- | --------------------------- | --------------------------- | ------ | ------ | ------ | ------ | ---- |
|                             | –                           | Siumut                      | Aleqa Hammond               | 8.499  | 37,1%  | +5,7%  | 1      | ±0   |
|                             | –                           | Inuit Ataqatigiit           | Kuupik Kleist               | 9.780  | 42,7%  | +9,2%  | 1      | ±0   |
|                             | –                           | Atassut                     | Finn Karlsen                | 1.728  | 7,6%   | -11,3% | 0      | ±0   |
|                             | –                           | Demokraatit                 | Jens B. Frederiksen         | 2.882  | 12,6%  | -3,6%  | 0      | ±0   |
| Total (participació: 57,5%) | Total (participació: 57,5%) | Total (participació: 57,5%) | Total (participació: 57,5%) | 22.913 | 100,0% | —      | 2      | —    |